# Melanoplus trigeminus
Melanoplus trigeminus är en insektsart som beskrevs av Strohecker 1963. Melanoplus trigeminus ingår i släktet Melanoplus och familjen gräshoppor. Inga underarter finns listade i Catalogue of Life.